# Турнеський собор
Турне́ський собо́р, або Катедра́льний собо́р Ді́ви Марі́ї (фр. Cathédrale Notre-Dame de Tournai) — католицький катедральний собор у місті Турне, Фландрія, Бельгія. Головний храм Турнеської діоцезії. Названий на честь Діви Марії, «Нашої Панни» (Нотр-Дам). Визначна історико-архітектурна пам'ятка готичної архітектури країни і світу, вважається однією з найкрасивіших культових споруд Європи, що зокрема підтверджено внесенням пам'ятки до списку Світової спадщини ЮНЕСКО від Бельгії (2000). Також — Турнеський Нотр-Дам.

## Опис
Кафедральний собор Пресвятої Богородиці в Турне — це архітектурний шедевр середньовічного Заходу — гігантські розміри будівлі і п'ять масивних башт (одна центральна і чотири кутові дзвіниці) говорять самі за себе. Так, висота веж сягає 83 метрів, висота власне культової споруди (хорів) — 58 метрів, довжина — 134 метри, ширина — 36 метрів.
Нава і трансепт, споруджені до ХІІ століття в романському стилі, несуть на собі норманські і рейнські впливи. Хори, завершені в 1254 році, виконані у готичному стилі. Це поєднання стилів, а ще суміш каменю надає храмові незаперечної оригінальності.
Інтер'єр турнеського Нотр-Даму багатий на декоративні елементи, має визначні взірці начиння — справжні взірці сакрального мистецтва. Так, приміром, бічна брама, прикрашена романськими скульптурами, і стіни хорів були створені Корнелем Деврієндтом (Corneille Devriendt, 1572). Так звана храмова скарбниця (музей) також становить винятковий інтерес, містячи визначні мистецькі витвори — два великі барельєфи Богоматері і святого Елевферія, коштовні предмети-старожитності зі слонової кістки, золота і срібла, арраські гобелени XIV століття і т.ін..
На зведення Нотр-Даму потрібні були кошти, і чималі. «Спонсором» костелу можна вважати французького короля Філіпа Августа. В оформленні Раки Богоматері брав участь відомий майстер того часу Ніколя де Верден (відомий також емалями, які він виконав для абатства Клостернойбург біля Відня, та фігурами пророків для Кельнського собору).

## Історія

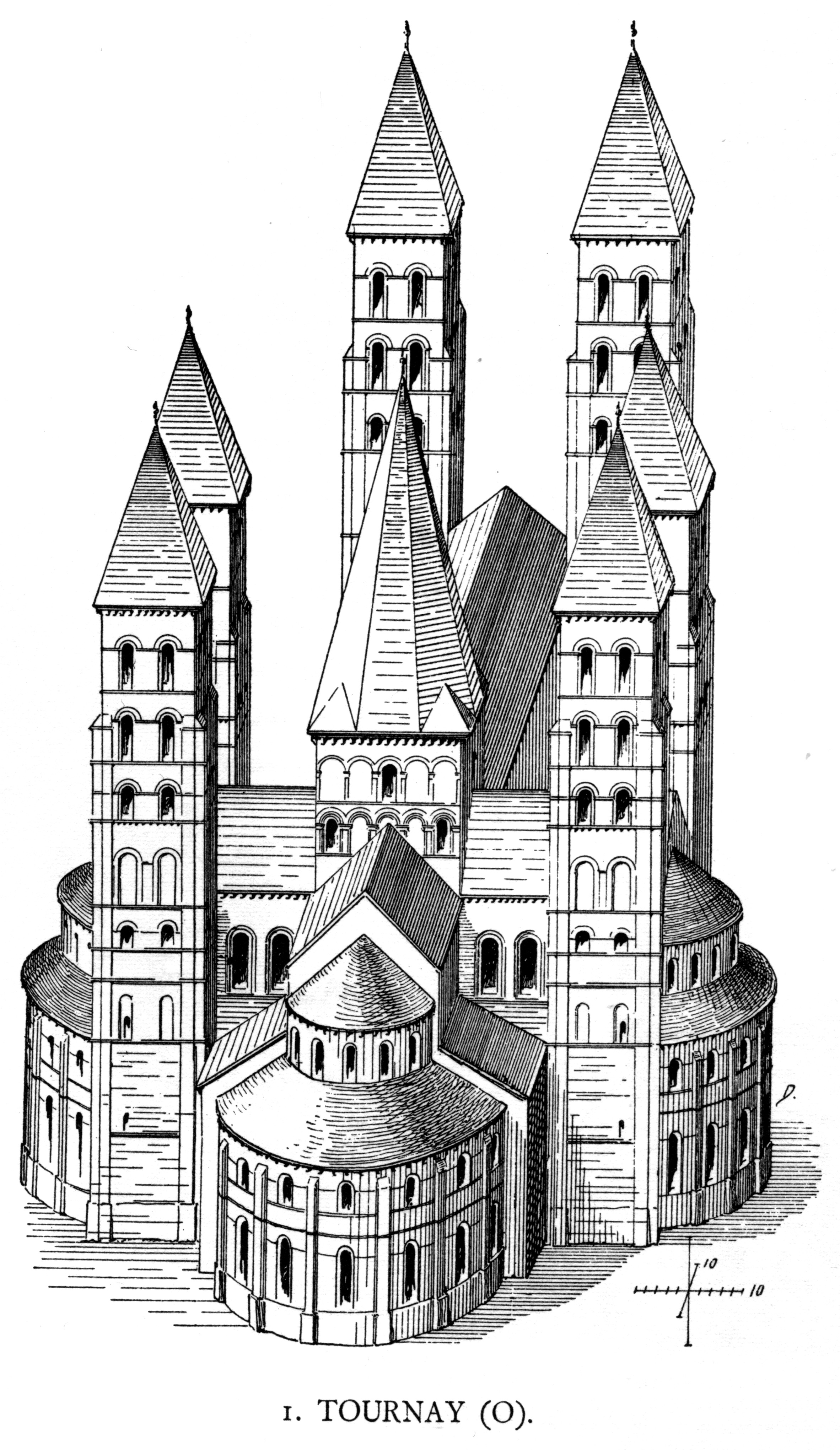
Романська реконструкція собору в Турне

Будівництво собору Пресвятої Богородиці в Турне було розпочато в 1009 році після того, як в середині IX століття пожежа знищила єпископський палац і церковний комплекс, що знаходились на цьому місці.
До 1191 року було побудовано в романському стилі основну будівлю собору (неф), його башти, хори, бічні приміщення.
У XIII столітті романські хори були знесені, тому що єпископ Готьє де Марві планував повну перебудову собору в готичному стилі. Відтак, нові, готичні хори були побудовані в 1244—55 роках, однак подальші роботи з перебудови храму були припинені.
У 1325 році в готичному стилі були ще створені дві бічні капели Турнеського собору.
У 1999 році розпочався процес занесення пам'ятки до списку від Бельгії об'єктів Світової спадщини, який завершився в наступному році (2000) на 24-й сесії ЮНЕСКО під номером 1009.
Турнеський Нотр-Дам є надзвичайно популярним у туристів, але багатства і слава собору мають і негативні боки. 19 лютого 2008 року храм зазнав пограбування — було викрадено 13 найцінніших предметів церковного мистецтва, у тому числі 8 чаш, 2 єпископських кільця і 3 хреста. В одному з цих хрестів зберігалася частка Хреста Христового, привезена в середні віки з Візантії і з 1205 року перебувала в соборі Нотр-Дам у Турне. Загальна вартість вкрадених скарбів була оцінена приблизно в 40 мільйонів євро.

## Галерея

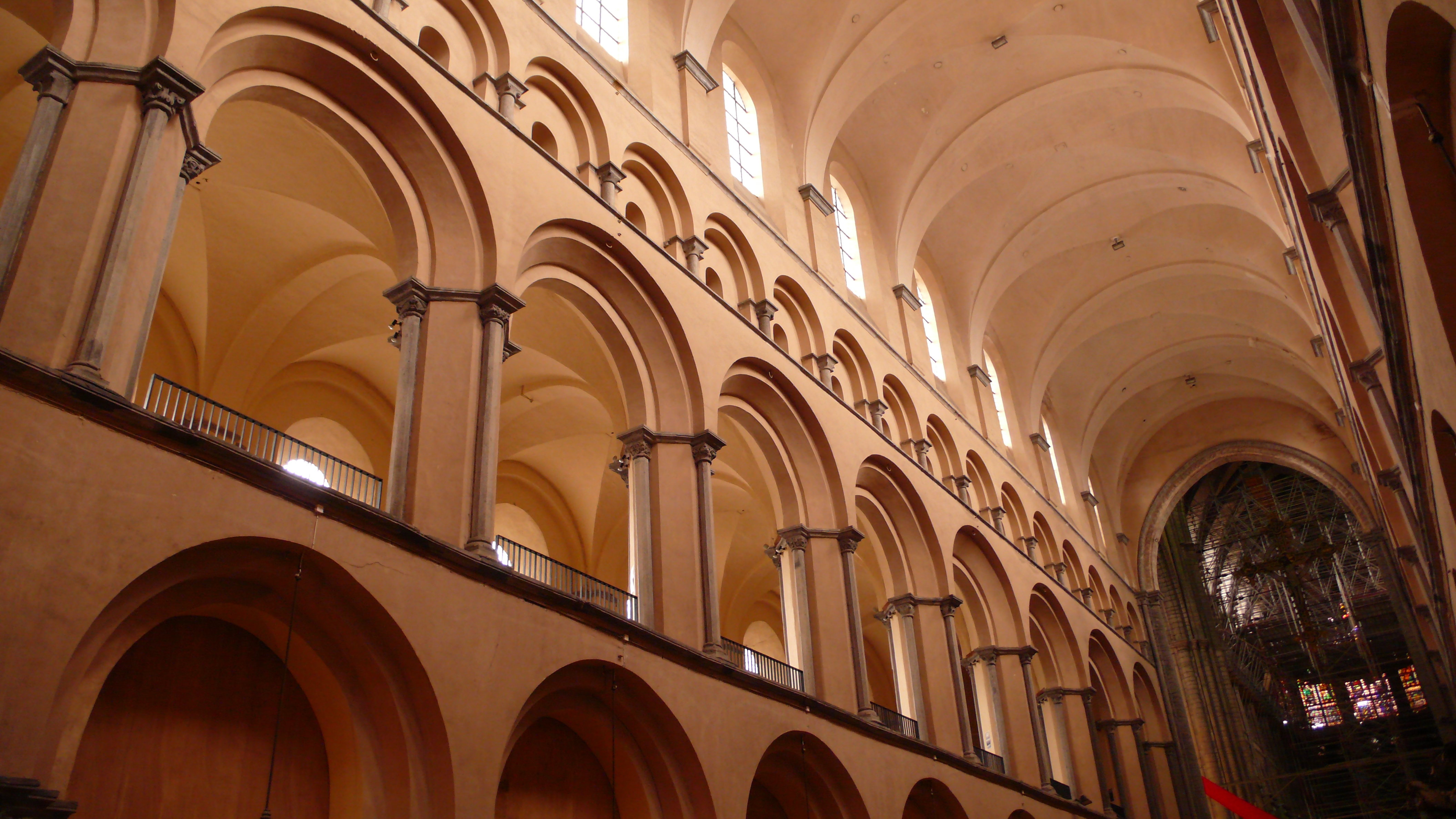
Фрагмент інтер'єру собору
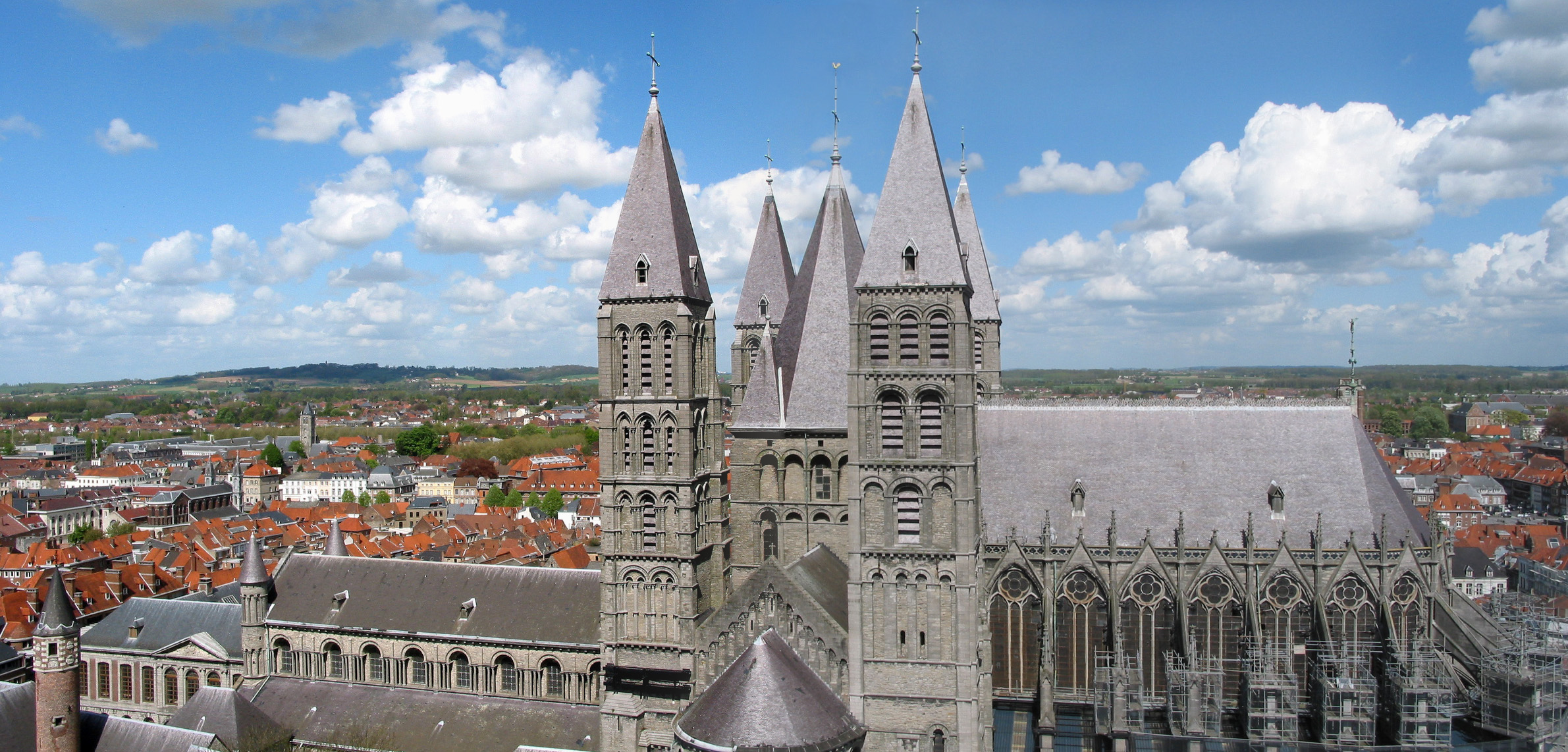
Нотр-Дам на тлі міського пейзажу Турне
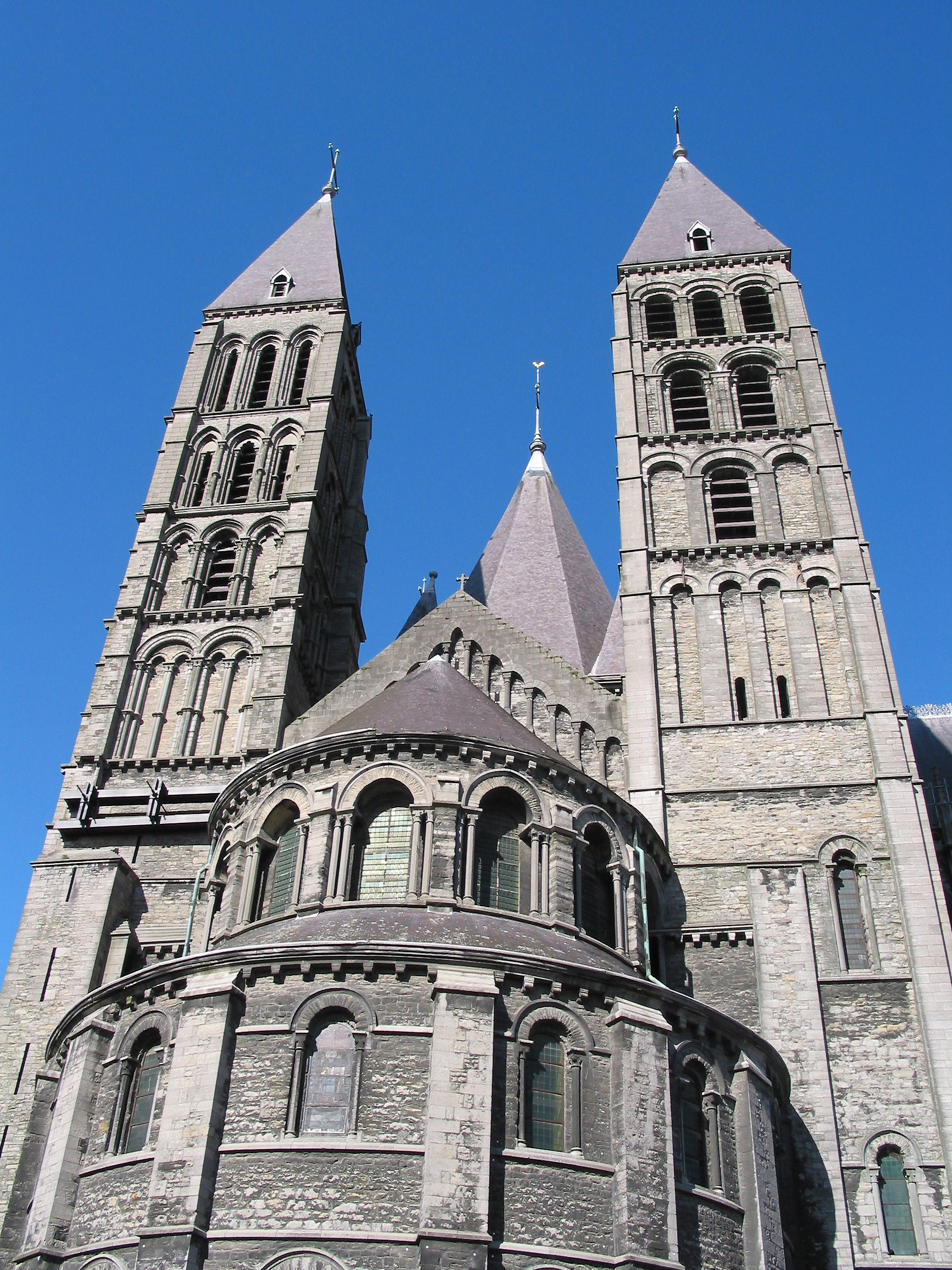
Південний трансепт і башти собору
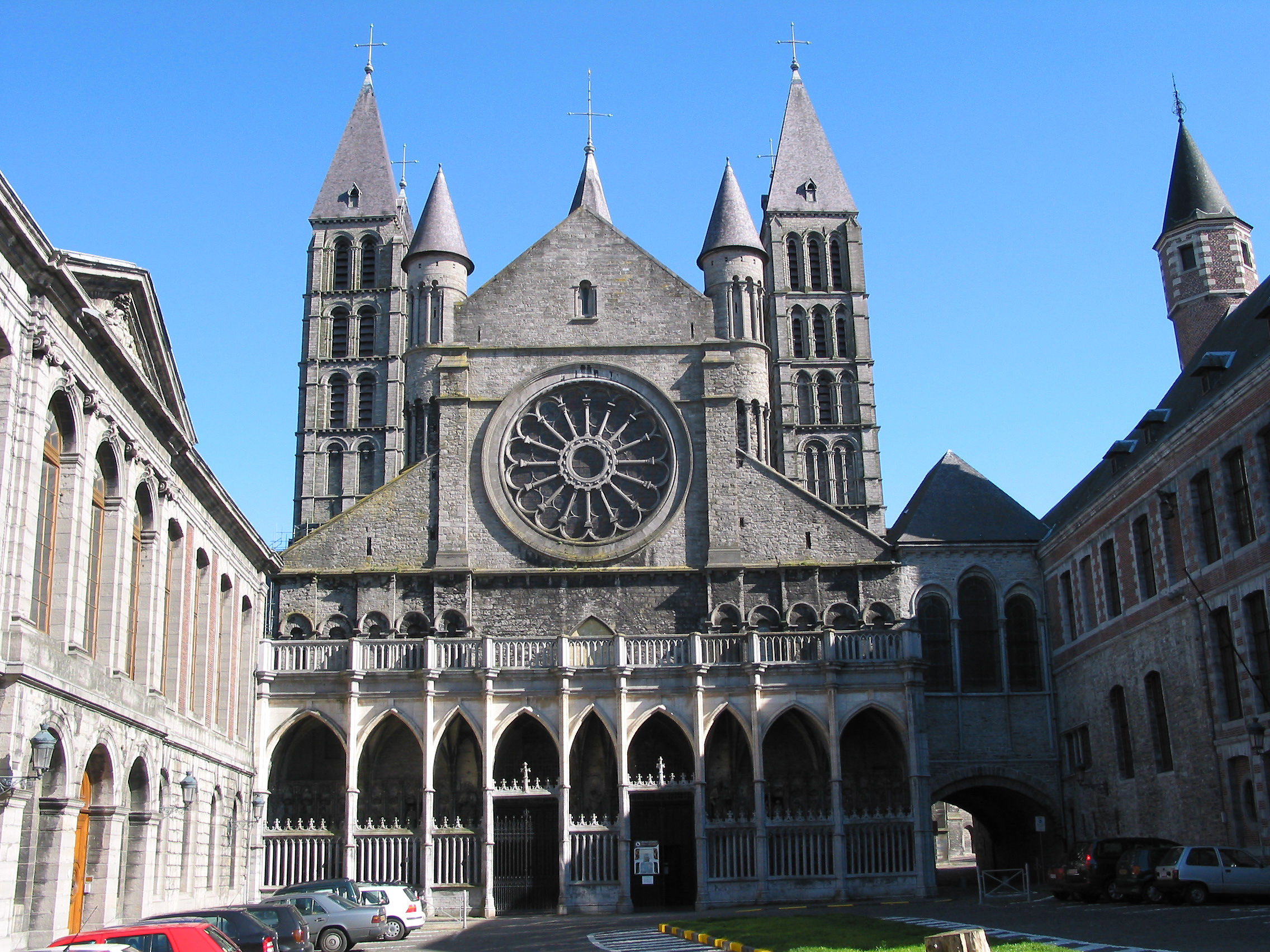
портал західного фасаду
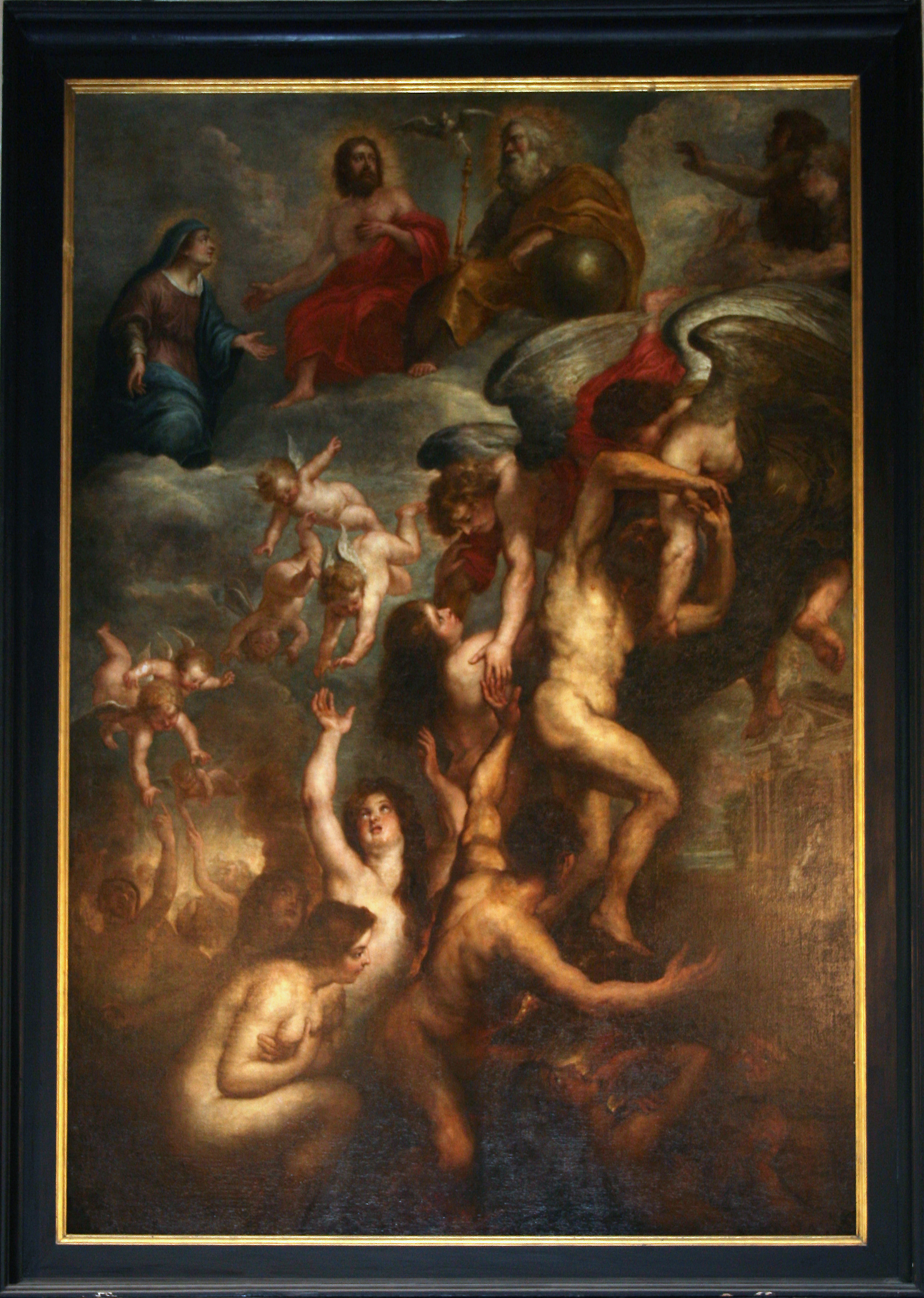
Картина «Вихід душ у чистилище»' (Рубенс, бл. 1635), каплиця св. Луї

## Виноски
1. ↑  Bony, 1983, с. 159
2. 1 2 3 4 5 6  Description of the Cathedral of Our Lady of Tournai. Picture Library. Royal Institute for the Study and Conservation of Belgium's Artistic Heritage. Архів оригіналу за 6 травня 2021. Процитовано 7 липня 2011. [Архівовано 2021-05-06 у Wayback Machine.]
3. ↑  Cathédrale Notre-Dame de Tournai. La chapelle du Saint-Esprit. Official website (French) . Diocèse de Tournai. Архів оригіналу за 6 липня 2011. Процитовано 7 липня 2011. [Архівовано 2011-07-06 у Wayback Machine.]
4. ↑  https://whc.unesco.org/en/list/1009
5. ↑  Кафедральний собор Пресвятої Богородиці в Турне на www.tournai.be (офіційна вебсторінка міста Турне). Архів оригіналу за 24 квітня 2013. Процитовано 8 січня 2011. [Архівовано 2013-04-24 у Archive.is]
6. ↑  Малюнок зображує кафедральний собор Пресвятої Богородиці в Турне з романськими хорами (попереду) і двома так і не збудованими ніколи баштами (позаду) // за Georg Dehio/Gustav von Bezold: Kirchliche Baukunst des Abendlandes. Stuttgart: Verlag der Cotta'schen Buchhandlung 1887—1901
7. ↑  Кафедральний собор Пресвятої Богородиці (Турне) на сайті Світової спадщини ЮНЕСКО
8. ↑  З кафедрального собору міста Турне викрадено візантійський хрест[недоступне посилання з липня 2019] // «Нєзавісімая газєта» (Росія) за 7 березня 2008 року (рос.)